# Межениновское сельское поселение
Межени́новское се́льское поселе́ние — муниципальное образование (сельское поселение) в Томском районе Томской области, Россия.

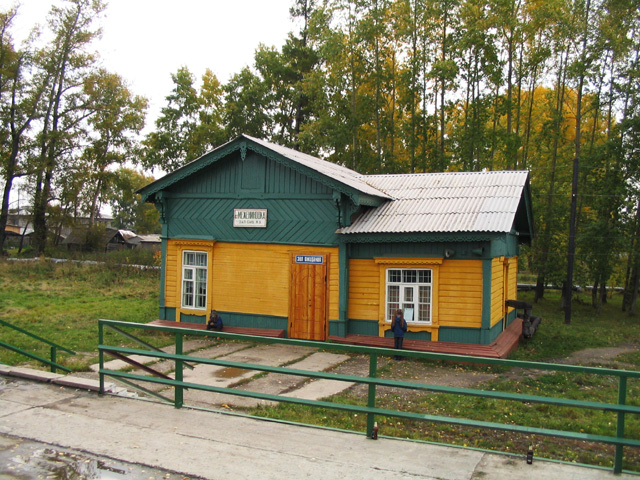
Станция Межениновка, Томская ветвь

## Население
| 2008  | 2009  | 2010  | 2011  | 2012  | 2013  | 2014  | 2015  | 2016  |
| ----- | ----- | ----- | ----- | ----- | ----- | ----- | ----- | ----- |
| 1944  | ↗1962 | ↗2007 | ↗2013 | ↗2071 | ↗2112 | ↗2155 | ↘2112 | ↘2073 |
| 2017  | 2018  | 2019  | 2020  | 2021  |       |       |       |       |
| ↘2036 | ↗2041 | ↘2009 | ↗2022 | ↗2127 |       |       |       |       |

## Населённые пункты
| Населённый пункт     | Население (01.08.2012) | Население (2015) |
| -------------------- | ---------------------- | ---------------- |
| с. Межениновка       | 1183                   | ↗1178            |
| пос. Басандайка      | 827                    | ↘868             |
| пос. Смена           | 27                     | ↗51              |
| пос. Заречный        | 20                     | ↗20              |
| ж. д. 26 км          | 7                      | ↘3               |
| ж. д. Площадка 41 км | 7                      | →7               |

## Местное самоуправление
Глава поселения — Алла Николаевна Званитайс.
Председатель Совета — Александр Васильевич Табаков.

## Достопримечательности
На территории поселения в верховьях реки Басандайка находятся популярные Таловские известковые чаши, входящие в перечень природных памятников Томской области. В верховьях Ушайки найдены Сухореченские и Берёзовские чаши с минеральной водой. В нитку маршрутов к чашам включаются также посещение «Бобрового рая» в истоках Ушайки возле урочища Ужеково и урочища Пашахино.